# Entodontopsis radicalis
Entodontopsis radicalis är en bladmossart som beskrevs av William Russell Buck 1981. Entodontopsis radicalis ingår i släktet Entodontopsis och familjen Stereophyllaceae. Inga underarter finns listade i Catalogue of Life.